# Disque Blu-ray
Pour les articles homonymes, voir BD (homonymie) et BLU.
Le disque Blu-ray, ou Blu-ray Disc en anglais, avec comme abréviation officielle BD, est un format de disque numérique développé et breveté conjointement à partir de 2002 par Sony, Panasonic, Pioneer, Philips, Thomson, LG Electronics, Hitachi, Sharp, Samsung Electronics puis commercialisé en 2006 par Sony et les autres marques partenaires. Ce support magnéto-optique laser permet de sauvegarder et relire des vidéogrammes en haute définition. Sa dénomination provient du type de rayon laser qu’il exploite, de couleur spectrale proche du bleu-violet à la différence du DVD et du CD avec leur laser rouge.
Il existe des lecteurs et des enregistreurs-lecteurs Blu-ray dits « de salon » ainsi que des lecteurs et graveurs Blu-ray destinés à équiper les ordinateurs. Les appareils Blu-ray doivent permettre la lecture des DVD vidéo et des CD audio (compatibilité descendante).

## Histoire
Blu-ray vient de la technique utilisée pour lire et graver les données : blue (bleu) et ray (rayon laser). Blu-ray Disc est une marque et le nom officiel. L’abréviation correcte est BD (pour Blu-ray Disc) et non « BR », ni « BRD ». Le Blu-ray et le DVD vidéo sont à l'origine de l'essor du cinéma à domicile aujourd'hui premier mode de consommation des films avec les plateformes numériques et devant les salles de cinéma.
Le 7 janvier 2005, Vivendi Universal Games (VU Games) et Electronic Arts (EA Games) annoncent leur soutien au disque Blu-ray. Le 10 mars 2005, Apple Computers Inc. rejoint la fondation Blu-ray. Le 20 octobre 2005, Warner Bros. annonce son soutien du format Blu-ray. Le 8 décembre 2005, la Walt Disney Company (et sa division de distribution audiovisuelle, Buena Vista Home Entertainment) annoncent un soutien exclusif au format Blu-ray. Le 4 janvier 2008, Warner Bros. a annoncé qu’il sortira uniquement des disques au format Blu-ray. Depuis février 2008, tous les principaux studios soutiennent le Blu-ray. Toutefois, ce soutien a parfois été tardif en raison de la concurrence du HD DVD. Comme on pouvait le prévoir, Sony Pictures Entertainment et les studios MGM annoncent tous deux leur soutien du format Blu-ray dès sa création. Le 3 octobre 2004, le groupe 20th Century Fox annonce qu’il rejoignait la fondation Blu-ray, mais n’a pas encore décidé quel format soutenir (bien qu’il semble que ce sera le Blu-ray).
La commercialisation des DVD haute définition au format HD DVD s'est terminé le 31 mai 2008. Le 20 février 2008, Universal Pictures confirme son adoption définitive du Blu-ray, après l’abandon du format HD DVD par Toshiba. Le 22 février 2008 Paramount Pictures est la dernière grande compagnie à confirmer son adoption définitive du Blu-ray, après l’abandon du format HD DVD par Toshiba.
Le principal concurrent du Blu-ray, le HD DVD, lancé par Toshiba avec le soutien de Microsoft est officiellement abandonné en mars 2008. Peu après, Toshiba a rejoint le consortium Blu-ray et a présenté lors de l'IFA 2009 sa première platine Blu-ray, la BDX2000E.
Devant partager le marché naissant de la haute définition avec son concurrent HD DVD, le Blu-ray s’introduit lentement et avec difficulté dans les foyers. À cause de leurs similitudes techniques, choisir l’un de ces deux formats était un pari sur l'avenir car il n'était pas certain qu'ils coexisteraient plus de quelques années. En 2007, les ventes de disques Blu-ray dépassaient déjà celles du HD DVD avec deux Blu-ray vendus pour un HD DVD. À partir de la victoire du Blu-ray en 2008, (Toshiba a finalement abandonné le HD DVD le 19 février 2008), de nombreux constructeurs ont annoncé la commercialisation de matériel compatible.
En 2008, seulement 9 % des personnes n’ayant pas de lecteur Blu-ray envisageaient d’en acheter un. Les disques Blu-ray étaient chers, peu nombreux. L'année 2009 marque cependant un réel tournant dans l'histoire du Blu-ray : avec la baisse de prix très significative des lecteurs et un catalogue s'étoffant (plus de 1 300 références en France en décembre), le support commence à prendre son envol, plus tardif que prévu, mais bien réel. L'arrivée de la PlayStation 3 Slim a favorisé en partie cet essor. Toujours en 2008, il a été annoncé que la technique upscaling de plus en plus prisée par le grand public constituerait une nouvelle concurrence pour les disques à haute définition et pourrait bien faire de l'ombre au Blu-ray. Grâce aux nouveaux lecteurs DVD équipés de prise HDMI, l’image d’un DVD sur une TV HD est sensiblement améliorée.
Samsung, pourtant promoteur de la démocratisation du Blu-ray dans les foyers, annonce la mort du Blu-ray d’ici 2013, ce qui n'a pas été le cas. En 2014, le Blu-ray est bien implanté, servant même de média pour la Xbox One et la PlayStation 4, mais n'aura pas réussi à éliminer le DVD. Les coûts sont désormais bien moindres.

## Caractéristiques

Comparaison des caractéristiques physiques entre CD, DVD, HD DVD et Blu-ray.

Le Blu-ray Disc exploite un rayon laser bleu-violet (longueur d’onde : 405 nm), d’ouverture numérique élevée (0,85). Par comparaison avec le laser infrarouge (longueur d’onde : 780 nm) d’ouverture numérique 0,45 utilisé pour le CD et le laser rouge (longueur d’onde : 650/635 nm) d’ouverture numérique 0,6 utilisé pour le DVD, le Blu-ray permet de stocker plus d’informations sur la même surface grâce à un rayon plus fin (diamètre du spot laser : 290 nm) induisant des sillons de gravure plus petits et plus rapprochés (écart : 320 nm) et des alvéoles plus courtes (longueur minimale : 149 nm — 135 nm pour le modèle 27 Go actuellement abandonné). Les premiers appareils grand public intégrant cette technique sont apparus fin 2006, notamment la PlayStation 3 (novembre au Japon puis aux États-Unis), lancée le 23 mars 2007 en France.
Les premiers prototypes de disques Blu-ray sont dévoilés en octobre 2000. Le premier lecteur prototype est sorti en avril 2003 au Japon.

## Fonctions
On peut trouver différentes fonctions sur les disques Blu-ray. Il faut toutefois que le lecteur de disques Blu-ray utilisé soit compatible avec la fonction souhaitée.
- BD-Live : BD-Live fait partie intégrante des spécifications du format Blu-ray. Il s'agit d'une fonction permettant de connecter le lecteur Blu-ray à Internet. Grâce au BD-Live, on peut télécharger et ajouter des contenus au programme en cours de lecture. Il peut s'agir d'anecdotes sur le film (affichées en pop-up à l'écran), d'une nouvelle piste sonore, d'un jeu, de scènes inédites, de nouveaux sous-titres, d'un documentaire exclusif, d'interviews, de commentaires audio, etc. Il y a donc encore beaucoup d'autres possibilités, y compris l'achat en ligne de produits dérivés du film. Certaines grandes compagnies cinématographiques ne croient plus en l'avenir du BD-Live et il semblerait que son déclin soit inéluctable.

- MovieIQ : MovieIQ exploite le BD-Live et est développée par Gracenote. MovieIQ permet aux utilisateurs d'accéder en temps réel à une base de données en ligne via la connexion Internet présente sur les lecteurs Blu-ray Profile 2.0. Ainsi on retrouve des informations sur le film, le réalisateur, les acteurs, etc.

- SeasonPlay : SeasonPlay s'adresse aux fans de séries télévisées. Mise au point par Buena Vista Home Entertainment, elle a pour objectif de permettre aux spectateurs de toujours savoir exactement où ils en sont dans la saison qu'ils regardent et de reprendre la lecture au bon endroit, même si le disque a été retiré du lecteur.

- Cinéchat : Cinéchat permet par le biais de la connexion BD-Live de discuter en ligne avec ses amis en surimpression du film. Cette fonction est éditée par Sony Pictures Home Entertainment.

- Facebook : Facebook permet à l'utilisateur d'importer sa liste d'amis au sein de son environnement BD-Live[19]. Cette innovation de Warner a pour objectif de créer un nouveau mode de consommation du home cinéma et de populariser les séances communautaires.

- BD-Java : BD-Java est un environnement de développement interactif dérivé de Java. Il donne accès sur les disques compatibles avec des fonctions comme l'image dans l'image (Picture in Picture), la connexion à Internet pour récupérer du contenu supplémentaire ou le stockage d'informations dans la mémoire du lecteur. Il est complémentaire de la fonction BD-Live.

### Zones de restriction commerciale

Régions pour les disques Blu-ray standard :
A : Asie de l'Est (à l'exception de la Chine et Mongolie), Asie du Sud-Est, les Amériques et de leurs dépendances.
B : Afrique, Asie du Sud-Ouest, Europe (à l'exception de Russie), Océanie et leurs dépendances.
C : Asie centrale, Asie de l'Est (la Chine et Mongolie seulement), Asie du Sud, central Eurasie (notamment Russie) et de leurs dépendances.

À l’instar des lecteurs DVD et selon leur zone de commercialisation, les lecteurs Blu-ray intègrent un verrou électronique, les rendant incompatibles avec les disques achetés en dehors des zones ou pays pour lesquels ils sont prévus. Ainsi, trois zones géographiques sont définies pour le Blu-ray :
- région A : le continent américain (sauf les Caraïbes françaises, Guyane française et Groenland), l’Asie de l'Est et du Sud-Est ;
- région B : l’Europe (sauf Russie et Kazakhstan) et territoires ultra marins des états européens, l’Afrique, le proche-Orient et l’Océanie ;
- région C : le bloc russe et eurasien (ancienne URSS sauf l'Europe) et l’Asie centrale (Inde Chine et Mongolie incluses).

Ceci est principalement utilisé pour la segmentation du marché, pour la discrimination par les prix, mais permet également aux studios de cinéma de contrôler les différents aspects de la livraison (y compris le contenu et la date de sortie) en fonction de la région.
Les disques peuvent également être produits sans code de région ou posséder tous les codes de régions sur le même disque, de sorte qu'ils peuvent être lus sur tous les périphériques. Les pays des grands fabricants de disques Blu-ray (le Japon, la Malaisie, la Corée du Sud, etc.) sont dans la même région que les Amériques.
À la fin de 2008, près de 70 % de tous les disques ont été livrés sans région (« region free »). Quelques studios maintiennent les zones de commercialisation, cela dépend des titres.

### Profils des lecteurs
La spécification BD-ROM définit cinq profils de lecteur Blu-ray, y compris pour les lecteurs audio (BD-Audio) qui ne nécessitent pas de décodage vidéo ou de BD-java. Les quatre profils de lecteur vidéo (BD-Video) sont tenus d’avoir une pleine mise en œuvre du BD-java, mais avec différents niveaux de support matériel.
| Fonction                         | BD-Audio    | BD-Video     | BD-Video    | BD-Video    | BD-Video    |
| -------------------------------- | ----------- | ------------ | ----------- | ----------- | ----------- |
| Fonction                         | BD-Audio    | Grace Period | Bonus View  | BD-Live     | Blu-ray 3D  |
| Fonction                         | Profile 3.0 | Profile 1.0  | Profile 1.1 | Profile 2.0 | Profile 5.0 |
| Mémoire persistante incorporée   | Non         | 64 Kio       | 64 Kio      | 64 Kio      | 64 Kio      |
| Capacité de stockage local       | Non         | Facultatif   | 256 Mio     | 1 Gio       | 1 Gio       |
| Décodeur vidéo secondaire (PiP)  | Non         | Facultatif   | Obligatoire | Obligatoire | Obligatoire |
| Décodeur audio secondaire        | Non         | Facultatif   | Obligatoire | Obligatoire | Obligatoire |
| Système de fichiers virtuel      | Non         | Facultatif   | Obligatoire | Obligatoire | Obligatoire |
| Capacité de connexion à Internet | Non         | Non          | Non         | Obligatoire | Obligatoire |

### Gestion des droits numériques

AACS decryption process.

Le Blu-ray Disc emploie plusieurs couches de gestion numérique des droits,.

#### AACS
Advanced Access Content System (AACS) est un standard pour la distribution de contenu et de gestion des droits numériques. Il est développé par l'administrateur qui octroie les licences, LLC (AACS LA), un consortium qui comprend Disney, Intel, Microsoft, Panasonic, Warner Bros, IBM, Toshiba et Sony.
Depuis 2006, le dispositif a subi plusieurs attaques qui ont réussi. La première attaque s'est fondée sur un logiciel client éprouvé. En outre, les clés de déchiffrement ont été extraites à partir d'un lecteur faiblement protégé (WinDVD). Depuis, les clés ont été révoquées dans les nouvelles versions. Ce n'est seulement qu'une solution temporaire et de nouvelles clés doivent continuellement être découvertes dans le but de décrypter les disques. Ce jeu du chat et de la souris est passé par plusieurs cycles et, en août 2008, toutes les clés de déchiffrement AACS actuelles sont disponibles sur Internet. Il est en effet peu probable qu'un système de chiffrement anti-piratage ne puisse pas être cassé à plus ou moins long terme.

#### BD+
BD+ a été développé par Cryptography Research Inc et est basé sur le concept de {Self-Protecting Digital Content. BD + est effectivement une petite machine virtuelle intégrée dans les lecteurs. Il permet aux fournisseurs de contenu d'inclure des programmes exécutables sur les disques Blu-ray.
Ces programmes peuvent :
- Examiner le milieu d'accueil, pour voir si le lecteur a été altéré. Chaque licence de lecture du fabricant doit fournir à la BD + une autorisation dont on trouve des traces dans la mémoire du lecteur qui permettent d'identifier leurs dispositifs ;
- Vérifier que le lecteur des clés n'a pas été modifié ;
- Exécuter du code natif, peut-être pour un autre patch sécurité système ;
- Transformer la sortie audio et vidéo.

Si un dispositif de lecture constructeur estime que ses appareils ont été piratés, il peut être communiqué à BD+ code qui détecte et évite la vulnérabilité. Ces programmes peuvent être inclus dans tous les nouveaux contenus communiqués. Les spécifications de la machine virtuelle BD + ne sont disponibles que sous licence pour les fabricants de dispositifs. Une liste des titulaires de permis commerciaux à adopter est disponible sur le site Web de BD +. La première utilisation de titres BD + ont été publiés en octobre 2007. Les versions de la protection BD + ont été contournées par les différentes versions de la AnyDVD HD. Un autre programme appelé à être capable de contourner la protection BD + est DumpHD, qui est disponible avec la licence freeware et connus pour être compatibles à la fois avec Windows et les différentes distributions Linux.

#### BD-ROM Mark
BD-ROM Mark permet de stocker une clé cryptographique sur un BD-ROM sans que cette clé puisse être dupliquée vers un BD-R. Ce procédé est possible grâce à l’usage d’un format propriétaire de BD-ROM, décodable uniquement avec une puce spécifique, présente sur les lecteurs compatibles.

#### Cinavia
Cinavia code dans la piste son un signal qui est détecté par le hardware. Celui-ci peut alors cesser de diffuser le contenu s'il n'est pas « autorisé » par le contenu du message stéganographique.

### Blu-ray 3D
La Blu-ray Disc Association annonce en décembre 2009 l'arrivée du nouveau standard Blu-ray 3D. Celui-ci, lancé en 2010, permet de visionner des films stéréoscopiques dans une définition Full HD (1080p). La définition verticale de l'image est de 1 080 pixels pour chaque œil. Des fabricants de téléviseurs 3D proposent des systèmes 3D à lunettes passives full HD. La définition verticale est de 540 pixels pour chaque œil. Le nouveau standard utilise le format d'encodage Multiview Video Coding, une extension du codec H.264 AVC.
Les films et disques Blu-ray 3D ne peuvent être lus que sur des lecteurs et écrans compatibles. Les films 3D requièrent environ 50 % d'espace de stockage en plus que leur version 2D, mais ils sont complètement rétrocompatibles avec les lecteurs Blu-ray classiques (pour une lecture en 2D).

## Capacité, vitesse et applications
Un disque Blu-ray double couche (abréviation « DL », de l'anglais dual-layer) contient 50 Go, soit environ :
- 4 heures de vidéo HD au format MPEG-2 avec un débit binaire de 25 Mbit/s ;
- 6 heures de vidéo HD au format H.264/MPEG-4 AVC avec un débit binaire de 18 Mbit/s ;
- 22 heures de vidéo SD (de l'anglais standard definition) au format MPEG-2 avec un débit binaire de 5 Mbit/s (équivalent du DVD, soit 25 images par seconde à 576 pixels de hauteur).

Le taux de transfert est de 36 Mbit/s (4,5 Mo/s) pour les lecteurs 1X. Les standards BD-R (disque enregistrable), BD-RE (réinscriptible) et BD-ROM (lecture seule) font partie des spécifications Blu-ray 2.0. Les disques pré-enregistrés BD-ROM étaient disponibles début 2007 ; le premier BD-ROM est gravé en novembre 2005 (Sony Pictures Home Entertainment). Le projet de faire des disques de 100  et   200 Go a finalement abouti ; le disque de 100 Go utilise quatre couches de 25 Go, tandis que celui de 200 Go utilise six couches de 33,3 Go. Les disques de 100 Go sont utilisés pour le stockage de film en 3D.

### Technique et compatibilité
Le format BD-ROM spécifie trois codecs pour la vidéo : MPEG-2 (le standard actuellement utilisé pour les DVD), le codec H.264/MPEG-4 AVC, et le codec VC-1 basé sur le codec Microsoft Windows Media 9. Le MPEG-2 permet, à qualité équivalente, seulement deux heures de contenu en haute définition sur un disque Blu-ray simple couche, tandis que les autres codecs, plus efficaces, permettent de stocker 3 heures de contenu HD sur ce même espace disque. Les disques BD-RE (et par extension les disques BD-R) supportent maintenant le MPEG-2 SD et le MPEG-4 HD grâce à la diffusion via la TNT HD enregistrée sans modification du signal d’origine qui conserve ainsi sa qualité native, le 16/9 et le son 5.1… Les méthodes d’encodage du flux audio incluent le PCM linéaire, le Dolby Digital (dont le Dolby TrueHD à compression sans perte), le DTS (dont le DTS HD, initialement DTS++, à compression sans perte).
La nécessité de compatibilité ascendante (lecture des DVD) a été prise en compte pour les formats audio :
- à l’instar des extensions SD du DTS (DTS-ES, DTS-96/24, DTS NEO:6), le DTS HD contient un flux DTS classique (core DTS). Les appareils non compatibles ignorent ces extensions ;
- dolby Digital+, contient également un signal core Dolby Digital. Comme pour le DTS il suffit d’ignorer cette extension ;
- dolby Digital TrueHD est lui radicalement différent du Dolby Digital mais le standard Blu-ray impose en cas de présence d’une bande son TrueHD la présence d’une bande son Dolby Digital SD. À noter qu’un certain nombre de platines récentes savent également convertir les Dolby Digital TrueHD en DTS pour les envoyer à un amplificateur audio numérique qui ne saurait pas décoder les formats HD.

La spécification Blu-ray propose le développement de contenu interactifs évolués ainsi que des applications connectées par le biais de la plate-forme Java nommée BD-J.

### Déclinaisons commerciales
Une spécification pour un disque Blu-ray de 8 cm a déjà été finalisée et approuvée. Il en résulte un disque de 8 cm simple couche à une face, capable de contenir 15 Go, soit une fois et demie la capacité d’un DVD double couche normal de 12 cm. Ce format serait adapté pour les petits appareils portables, comme les lecteurs vidéo ou les caméras numériques.
Un disque hybride Blu-ray/DVD a été développé par JVC et LG et attend d’être reconnu par l’association Blu-ray Disc. Cela permettrait d’utiliser un même disque dans les lecteurs Blu-ray et DVD. Les utilisateurs pourraient acheter un seul disque pouvant être lu soit en définition normale soit en haute définition, suivant le matériel utilisé. Les utilisateurs ne possédant qu’un simple lecteur DVD pourront regarder la vidéo en définition normale, puis en haute définition lorsqu’ils achèteront un lecteur Blu-ray.

### Enregistreurs et consoles de jeux

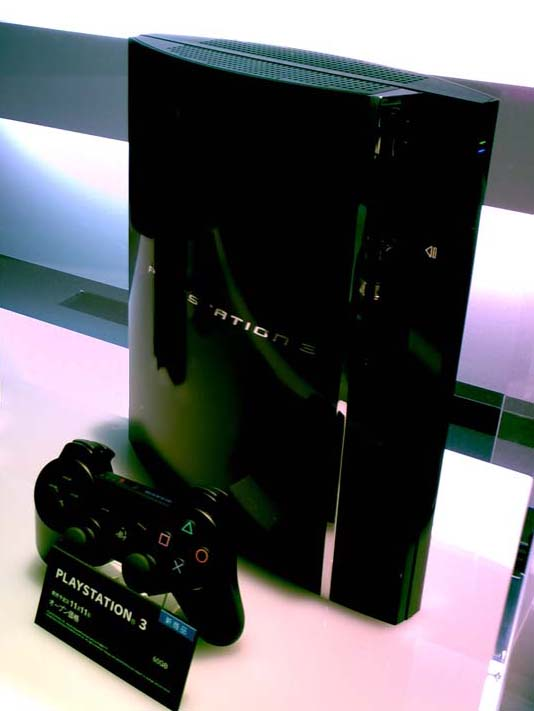
La PlayStation 3, première console de jeu équipée du support Blu-ray.

Le premier enregistreur de disques Blu-ray est dévoilé par Sony le 3 mars 2003, cependant, à la suite de nombreux retards, les premières platines compatibles Blu-ray ne devaient pas apparaître avant fin juin 2006. Le 1er septembre 2003, JVC et Samsung Electronics annoncèrent des produits fondés sur la technologie Blu-ray à l’IFA, à Berlin, en Allemagne. En mars 2004, Sony et Matsushita annoncent la vente de disques de 50 Go la même année. Pourtant, il n’y avait alors ni lecteurs de salons, ni graveurs de Blu-ray pour ordinateurs disponibles. Sortie en novembre 2006 au Japon, puis aux États-Unis, et le 23 mars 2007 en Europe, la nouvelle console de Sony, la PlayStation 3, est équipée en série d’un lecteur Blu-ray. C’est l’une des premières machines de salon à être équipée de ce support. À l’image de la PlayStation 2 et de son lecteur DVD, Sony veut se servir de la popularité des jeux vidéo et de la marque PlayStation pour favoriser l’usage du Blu-ray.
Le 21 mai 2013, Microsoft annonce que sa nouvelle console de jeux de huitième génération : la Xbox One inclut un lecteur Blu-ray. Par ailleurs, la PlayStation 4 dispose toujours d'un lecteur optique Blu-ray à l'instar de la PlayStation 3, à la différence que cette fois-ci la rétrocompatibilité du lecteur avec les CD ne sera plus assurée.

### Stockage de données pour les ordinateurs personnels
Sony a lancé un PC portable de la série VAIO qui dispose du premier lecteur et graveur Blu-ray (série AR). La première annonce d’un périphérique Blu-ray était à propos de l’OPU81 par Philips, en janvier 2005 et prévu pour la deuxième moitié 2005, mais a été repoussé.

## Technologie

### Longueur d’onde de la lumière émise par le laser

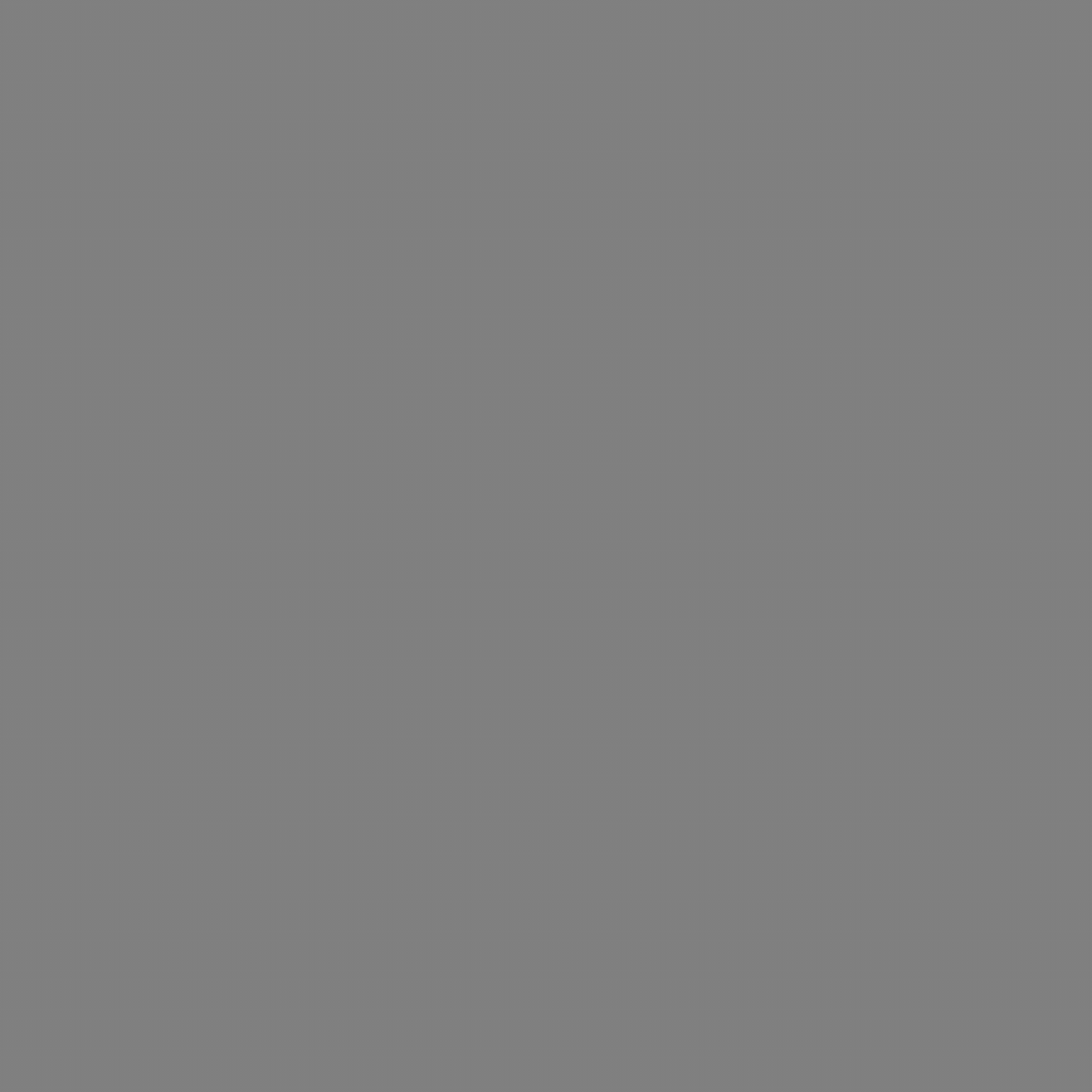
Sur cette image de 3500 pixels (ceci est une miniature), chaque point blanc est un carré de 405 nm de long. Cela représente un zoom sur 1 mm2 du disque.

Cette technique utilise une diode laser fonctionnant à une longueur d’onde de 405 nm d’une couleur bleue (en fait bleu violacé) pour lire et écrire les données. Les CD et les DVD conventionnels utilisent des lasers infrarouges et rouges à respectivement 780 nm et 650/635 nm. Au niveau de la comparaison des couleurs, la couleur visible d’un tube de lumière noire est dominée par les émissions violacées du mercure à 435,8 nm. La diode laser bleu violacé utilisée pour les disques Blu-ray fonctionne à 405 nm, ce qui est nettement plus violet (plus proche de l’extrémité violette du spectre de la lumière visible) que la partie visible de la lumière noire. Un effet secondaire du fait que la longueur d’onde soit très petite est que plusieurs matériaux deviennent fluorescents, et le rayon apparaît comme blanc bleuté s’il se réfléchit sur une surface blanche (comme une feuille de papier). Si les techniques futures projettent l’utilisation de supports fluorescents, les disques Blu-ray fonctionnent d’une manière similaire à celle des CD et des DVD et n’utilisent pas la fluorescence des supports pour lire les données.
Le laser bleu violacé a une longueur d’onde plus courte que celle des systèmes CD ou DVD, et cette réduction permet de stocker plus de données sur un disque de même taille (12 cm). La taille minimale du point sur lequel le laser peut être focalisé est limitée par la diffraction, et dépend de la longueur d’onde de la lumière et de l’ouverture numérique de la lentille utilisée pour le mettre au point. En diminuant la longueur d’onde (en se rapprochant de l’extrémité violette du spectre), en utilisant un système à double lentille avec une meilleure ouverture numérique (meilleure qualité) et en rendant le disque plus fin afin d’éviter certains effets optiques, le laser peut être focalisé beaucoup plus précisément sur la surface du disque. On obtient des pointages lumineux plus précis, et ainsi il peut stocker plus d’informations sur le disque dans un même espace. En plus des améliorations optiques, le disque Blu-ray présente des améliorations en ce qui concerne l’encodage des données et le rapprochement des pistes entre elles, ce qui permet de stocker encore plus de données (voir l’article sur le disque compact pour des informations sur la structure optique du disque).

### Revêtement de protection renforcée

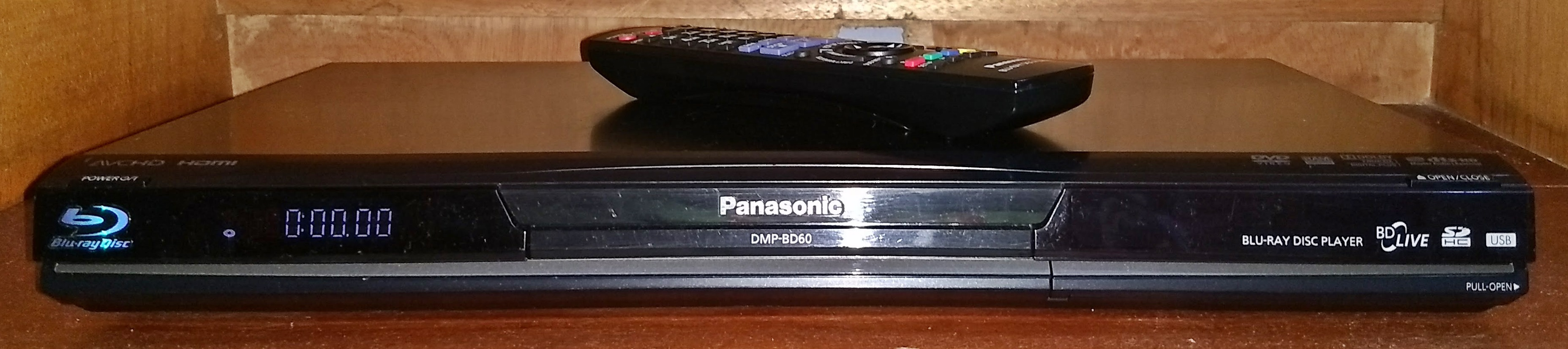
Un lecteur Blu-ray Panasonic DMP-BD60 (fin 2009) compatible avec AVCHD.

Étant donné que la technologie Blu-ray nécessite que la couche de données parcourue par le laser bleu soit plus proche de la surface que celle du DVD, le Blu-ray est plus vulnérable aux rayures. À l'origine, il était envisagé que le disque soit intégré dans une cartouche plastique, comme le sont par exemple les disquettes. Mais cette option aurait augmenté le prix de ce média déjà coûteux à son lancement. L’introduction de TDK au sein de la fondation Blu-ray, annoncée le 19 mars 2004, fut accompagnée d’un grand nombre d’indications pouvant améliorer de façon significative l’avenir du disque Blu-ray. La technologie de protection renforcée (nommée DURABIS) de TDK permet aux disques Blu-ray de mieux résister aux rayures. Elle consiste à rajouter sur la surface de lecture une couche de polymère très fine et dure, dont le rôle est de protéger le disque. Elle permet de nettoyer les empreintes de doigts avec un simple tissu sans endommager la surface, procédé qui laisse des micro-rayures sur un CD ou un DVD normal. Depuis, Sony et Panasonic ont également développé leurs propres revêtements protecteurs.
Les spécifications de fabrication du Blu-ray exigent de passer un test de résistance au rayures. Ce n'est pas le cas du DVD, bien que certains fabricants de DVD rajoutent cette couche de protection pour augmenter leur résistance.

### Guerre des supports HD
Cette association de TDK et Sony visait naturellement à rendre le Blu-ray moins coûteux à la fabrication pour mieux rivaliser avec le concurrent HD DVD qui certes avait des capacités maximales de stockage inférieures au Blu-ray (15 Go par couche pour le HD DVD contre 25 Go par couche pour le BD) mais qui avait l’avantage de pouvoir être fabriqué sur les chaînes précédentes de fabrication des DVD.
Cette co-existence de deux formats, aux buts commerciaux similaires, a limité la vitesse d'adoption de cette évolution technique. L'incompatibilité technique entre les deux supports nécessitant chacun son lecteur spécifique (à moins d'acheter un onéreux lecteur lisant les 2 formats, comme le LG BH100) ainsi que la segmentation de l'offre (certains films étant exclusif à un format, comme Casino Royale, un temps exclusif au Blu-ray, ou La Vengeance dans la peau, un temps exclusif au HD-DVD[réf. nécessaire]) a ralenti l'adoption d'un support HD, le grand public attendant simplement qu'un de deux supports disparaisse plutôt que de risquer un investissement dans un format pouvant disparaître dans les années à venir. La première solution envisagée était de destiner le Blu-ray au stockage informatique et le HD DVD aux films. Cette solution était calquée sur celle d'un problème similaire ayant opposé le VHS au Betamax. Ce dernier était d’une qualité supérieure à celle du VHS, mais sa capacité d’enregistrement était moindre. Davantage de fabricants se sont ralliés au format inventé par JVC : le VHS a donc été destiné au marché grand public et le Betamax à une utilisation professionnelle dans sa version Betacam. Par analogie, à cette époque, Sony et TDK nous permettent donc d’avoir un VHS qui a la qualité du Beta.
Le 29 novembre 2004, quatre studios hollywoodiens ont annoncé leurs projets de s’appuyer sur le HD DVD plutôt que sur le Blu-ray, bien que de façon non exclusive : New Line Cinema, Paramount Pictures, Universal Studios et Warner Bros.. Le 8 décembre 2005, Disney et sa division de distribution Walt Disney Home Entertainment annoncent qu'ils soutiendront le format Blu-ray. De fait, depuis août 2006, Paramount Pictures et Warner Bros. produisent parallèlement des versions Blu-ray de leurs films. Cependant, en août 2007, Paramount Pictures et Dreamworks ont suspendu leur soutien au Blu-ray ; leurs films ne seront désormais pressés que sur des disques HD DVD. Mais la décision clé, celle qui a condamné le format HD DVD et intronisé le format Blu-ray, a été celle de Warner Bros., qui annonce le 4 janvier 2008 son soutien exclusif au format Blu-ray à partir de mai 2008.
Le 19 février 2008, Toshiba annonçait qu’il abandonnait la technologie HD DVD laissant le Blu-ray Disc sans concurrence. En effet, le Blu-ray offrant la plus grande quantité de stockage et malgré son coût plus élevé par rapport au HD DVD, le fait que Warner Bros. l'ait choisi comme support exclusif en abandonnant définitivement le HD DVD a joué un grand rôle. Après l'annonce de la décision de Warner, d'autres acteurs suivront d'ailleurs bientôt dans leur soutien du seul Blu-ray, tels que Walmart.
Autres concurrents :
- Disque holographique polyvalent (HVD), qui stocke les données dans un hologramme numérique ;
- Disque polyvalent multicouche (VMD), successeur de l’Enhanced Versatile Disc (EVD), une technologie chinoise de disque optique en réponse au coût des licences DVD ;
- Disque numérique multicouche (DMD), la technologie succédant au disque fluorescent multicouches ;
- Forward Versatile Disc (FVD), ou disque polyvalent « d’avant-garde », une technologie taïwanaise utilisant le laser rouge.

### Coûts décroissants
Les membres de la fondation Blu-ray ont concentré leurs efforts sur la réduction des coûts de production, en jouant sur différents aspects. Le 15 avril 2004 par exemple, Sony et Toppan Printing ont annoncé la réussite du développement d’un disque Blu-ray composé à 51 % (en masse) de papier, ce qui pourrait réduire les coûts de production.

### Compatibilité DVD
La fondation Blu-ray, bien qu'elle ne l'oblige pas, a modifié les équipements Blu-ray afin d’assurer une rétrocompatibilité. Cet aspect rend la migration plus attirante pour les utilisateurs, car ils ne sont pas obligés d'utiliser deux lecteurs différents. De plus, il existe des films vendus sur des supports hybrides, qui proposent sur une face un disque Blu-ray et sur l'autre face un disque DVD.

## Critiques

### Capacité
La nécessité d’une si grande capacité pourrait sembler discutable, notamment par le fait qu’un simple DVD peut contenir un film en haute définition pourvu qu’il soit encodé en H.264 (ou un format de même génération). En effet, le choix d’un meilleur encodage que le MPEG-2 (utilisé sur les DVD) permet soit d'augmenter la quantité d'informations stockées pour un volume de stockage donné, soit diminuer l'espace disque nécessaire tout en conservant la qualité visuelle. À titre d'exemple, l'enregistrement d'un film sur ARTE HD (son stéréo, enregistrement *.mp4 1080p) prend 4 Gio de mémoire pour 1 h 15 de film. Cependant, la compression de ces enregistrements est plus élevée que celle d'un Blu-ray, ce qui peut se transcrire par une pixellisation plus importante et des éléments très fins (le grain d'un film tourné en pellicule, typiquement) moins bien retranscrits. La capacité de stockage des disques Blu-ray permet aussi d'exploiter les formats sonores « Dolby True HD » et « DTS HD Master Audio », qui restituent une qualité sonore supérieure aux formats avec perte (Dolby Digital ou DTS), sans que la qualité visuelle n'en souffre.
D'un point de vue général, la résolution accrue de l'image ainsi que la volonté d'éliminer au maximum tout effet de pixellisation nécessitent le plus fréquemment d'avoir recours à un débit vidéo élevé voire quasi maximal. Cela entraîne très fréquemment le besoin d'utiliser un disque double-couche (en fait dès que le film dépasse les 95 minutes et possède une piste son sans perte). Un film plutôt long comme Avatar, pourtant encodé en H.264, utilise (en version 2D) 47,5 Gio sur les 50 disponibles, la V. O. en DTS HD MA nécessitant à elle seule 5 Go, tandis que les films en 3D (qui nécessitent un deuxième flux vidéo - un par œil) nécessitent eux aussi un espace disque plus important. Les films les plus longs sont aussi parfois scindés en deux (Ben Hur, Les 10 commandements, les versions longues du Seigneur des anneaux…) afin d'éviter des débits vidéo trop faibles, ce qui démontre que cette capacité accrue peut encore se montrer limitante. Enfin, il est possible d'avoir des résultats visuels très différents à un débit vidéo donné. Ainsi, un film donné peut être encodé au même débit vidéo par 2 encodeurs différents, et montrer des défauts visibles de compression sur un encodage mais pas sur l'autre. Cela provient des possibilités de réglages permis par les codecs de compression, réglages qui n'impactent pas forcément le débit vidéo utilisé. De fait, le débit vidéo utilisé ne saurait être le seul facteur de jugement du bon encodage d'un film.
À noter qu'une marge de quelques centaines de Mo est parfois laissée pour éviter la présence de données en extrême bordure de disque. Cette pratique semble cependant rarement appliquée structurellement, et les encodages se font au cas par cas de toute manière. Enfin, pour véhiculer les signaux sonores, il convient d'utiliser la fonction HDMI ARC ou Audio Return Channel.

### DRM
Richard Stallman appelle à boycotter les Blu-rays tant que l’AACS n’aura pas été cassé.
Les méthodes de protection ou restrictions (selon le point de vue) génèrent des contraintes pour les utilisateurs :
- L'obligation d'une connexion à Internet pour mettre à jour les firmwares ;
- L'obligation de vérifier si tout l'équipement est compatible avec les « protections » utilisées ;
- L'absence de gestion de périphériques tels que la souris sur certains disques.

### BD-rot
Un autre phénomène est apparu à partir du milieu des années 2010 concernant certains Blu-ray plus anciens, dans la mesure où ceux-ci finissent par cesser de fonctionner au bout d'un certain temps à la suite du pourrissement de la résine utilisée pour insérer la seconde couche. Cette résine est d'ailleurs synthétique, contrairement à celle des DVD qui utilisent de la résine naturelle. Les blu-ray concernés présentent plusieurs anomalies, comme une lecture impossible ou saccadée sur platine et des défauts cosmétiques majeurs : bronzage de la face arrière du disque, crénelage ou brunissement de la partie centrale, présence de gouttes de vernis, voire dans le pire de cas, décollement de la couche de protection (hard coating). On parle alors de BD-rot, « pourrissement de Blu-ray ».
Ce problème semble avoir touché la France de manière significative alors que d'autres pays voisins ont relativement été épargné par celui-ci, ou alors n'ont connu qu'une poignée de titres souffrant de ce problème; il s'avéra qu'à peu près 80% des disques défectueux en France venaient d'un même presseur, Quantum Optical Laboratories (QOL), aujourd'hui disparu. Devant l'ampleur grandissante du phénomène, la société publia un communiqué officiel, expliquant que la résine utilisée par cette compagnie était de mauvaise qualité et aurait touché les disques produits entre 2008 et 2009. Cependant, d'autres titres pressés par cette usine après cette date ont également connu des défauts de résine. A noter que d'autres usines de fabrication de blu-ray ont été touchés, mais de manière moindre.
Pour régler ce problème, des programmes d'échanges furent temporairement mis en place par les presseurs concernés, mais aussi par les éditeurs ayant travaillés avec ces derniers, comme Wild Side Vidéo, M6 Vidéo, TF1 Vidéo, UGC, Pathé, EuropaCorp et Gaumont dont une bonne partie du catalogue avait été touchée par la résine défectueuse. Certains titres furent également réédités avec de nouveaux pressages. Il existe aujourd'hui un site répertoriant tous les titres en Blu-ray défectueux parus en France. L'index recense, à dater de juin 2023, 567 titres potentiellement touchés par le BD-rot.

## Médias optiques futurs
Selon l’opinion de nombreux chercheurs (y compris ceux de la fondation Blu-ray), le disque Blu-ray représente sûrement la dernière des technologies basées sur un support plastique et avec un laser visible. Les ondes violettes et ultraviolettes plus courtes sont absorbées fortement par le plastique utilisé dans la fabrication des disques, et il serait difficile de fabriquer à faible coût des lentilles de qualité supérieure. La lumière absorbée par le disque ne pourrait pas être lue par la lentille. De plus, la plupart des plastiques s’altèrent sous les rayons ultraviolets, changeant de couleur et se fragilisant. Un système ultraviolet détruirait le plastique utilisé. Les technologies futures prévoient plutôt l’utilisation de plaques de verre (qui n’absorbent pas les ultraviolets autant que le plastique), des lasers ultraviolets ou des médias fluorescents multicouches.
Des disques stockant les informations en trois dimensions au moyen d’un procédé holographique constituent l’évolution la plus probable de ce type de support. Le format le plus avancé dans ce domaine est sans nul doute le disque holographique polyvalent (Holographic Versatile Disc, ou HVD) ; mis au point conjointement par les sociétés InPhase et Cypress, la capacité de stockage pourrait atteindre 3,9 To. Il était prévu de commercialiser un premier modèle d’une capacité de 1,6 To vers 2010. Une autre technologie, développée par le LETI et appelée super-résolution, pourrait apparaître vers 2010-2012. La capacité serait portée à 75, voire 100 Go par couche.

## Blu-ray Disc Association
Cette association regroupe les principaux partenaires de la technique Blu-Ray ainsi que l’inventeur du Blu-ray Sony et Matsushita et en promeut les performances face au format rival HD DVD. Au 8 janvier 2008, elle comprend environ 200 membres dont les plus importants sont : Apple, Hewlett-Packard, Samsung Electronics, Dreamworks, LG Electronics, Mitsubishi Electric Corporation, Panasonic, Paramount, Pioneer Corporation, Philips, Sun Microsystems, Walt Disney Motion Pictures Group}/ Walt Disney Studios Entertainment, Warner Home Video Inc., Hitachi, Ltd, Sharp Corporation, Sony, TDK Corporation, Thomson, 20th Century Studios, Universal, et Dell.

## Blu-ray Audio 2013
Universal Music France lance le 14 mai 2013, le Blu-ray Disc High Fidelity Pure Audio pour la France. Lors du lancement, 36 titres sont disponibles. La Fnac a l'exclusivité de la distribution jusqu'en septembre 2013.
Le son est échantillonné sur 24 bits à 96 kHz soit le standard en studio d'enregistrement en 2013. Une heure de musique non compressée occupe 2,07 Go (2 canaux × 24 bits × 96 000 Hz) / 8000 > (576 kops × 3 600 secondes) / 1 million > 2,07 Go) (CD : 635 Mo ). En général, le son est en deux canaux (stéréo). Le support contient les trois formats PCM, DTS HD Master Audio et Dolby True HD. Le support ne contient que de la musique (pas de photos) avec DRM et un code pour obtenir la version numérique par internet en MP3 ou FLAC.

## Format
Le Blu-ray applique un format AVCHD (Advanced Video Codec High Definition) ayant pour extension .m2ts et utilisant 20 Go pour un film d'1 h 35 environ. L'avantage du Blu-ray est qu'il a une capacité cinq fois supérieure au DVD traditionnel, ce qui permet donc d'y ajouter plus de bonus que dans un DVD.